# Kaj Björk

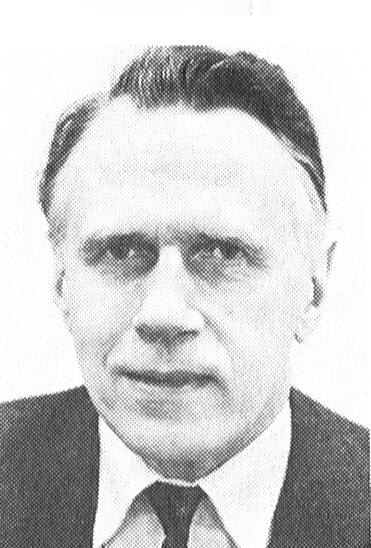
Kaj Åke Björk

Kaj Åke Björk (* 25. Dezember 1918 in Domkyrkoförsamlingen, Göteborg; † 30. September 2014 in Oscars församling, Stockholm) war ein schwedischer Journalist, Diplomat und Politiker der Schwedischen Sozialdemokratischen Arbeiterpartei SAP (Sveriges socialdemokratiska arbetareparti), der unter anderem zwischen 1965 und 1973 Mitglied des Reichstages (Sveriges riksdag) war. Er war von 1975 bis 1980 Botschafter in der Volksrepublik China sowie zugleich als Botschafter in Demokratischen Volksrepublik Korea und im Demokratischen Kampuchea akkreditiert sowie im Anschluss zwischen 1980 und 1984 Botschafter in Kanada und zusätzlich auch Botschafter auf den Bahamas.

## Leben
Kaj Åke Björk war Sohn des Psychiaters Adolf Björk und der Kunsthandwerkerin Eva Jancke-Björk (1882–1981), sowie Bruder des Volkswirts und Schriftstellers Leif Björk (1907–2000). Er selbst begann nach dem Abitur (Studentexamen) ein Studium, welches er 1941 als Filosofie magister beendete. Er war daraufhin zwischen 1942 und 1946 Mitarbeiter der sozialdemokratischen Tageszeitung Morgon-Tidningen und fungierte im Anschluss von 1947 bis 1955 als Sekretär für Internationales der Sozialdemokratischen Arbeiterpartei SAP (Sveriges socialdemokratiska arbetareparti) sowie zwischen 1951 und 1956 als Redakteur der Tageszeitung Tiden. Nachdem er zwischen 1955 und 1956 kurzzeitig Sekretär der Fraktion im Reichstag war, war er von 1956 bis 1963 Chefredakteur der Tageszeitung Ny Tid. 1964 trat er als Fachmann in den Dienst des Außenministeriums (Utenriksdepartementet) ein und war zwischen 1968 und 1972 Ministerialsekretär (Departementssekreterare), ehe er 1972 zum Botschafter (Ambassadör) ernannt wurde.
1965 wurde Björk darüber hinaus Mitglied des Reichstages (Sveriges riksdag) und gehörte diesem bis 1973 an, wobei er von 1966 bis 1970 Mitglied der damaligen Ersten Kammer (Första kammaren) war. Während seiner Parlamentszugehörigkeit war er Mitglied und stellvertretendes Mitglied verschiedener Ausschüsse sowie von 1965 bis 1973 Mitglied der Interparlamentarischen Gruppe des Reichstages. Zugleich fungierte er zwischen 1967 und 1973 als Vorsitzender der schwedischen Delegation beim Europarat sowie zuletzt auch von 1972 bis 1973 als stellvertretender Vorsitzender des Kulturausschusses (Kulturutskottet).
Nach seinem Ausscheiden aus dem Reichstag wurde Kaj Björk 1975 als Nachfolger von Arne Björnberg Botschafter in der Volksrepublik China mit Amtssitz in Peking und war als solcher bis zu seiner Ablösung durch Sten Sundfeldt zugleich als Botschafter in Demokratischen Volksrepublik Korea und im Demokratischen Kampuchea akkreditiert. Im Anschluss übernahm er 1980 von Per Anger den Posten als Botschafter in Kanada mit Amtssitz in Ottawa und war bis zu seinem Eintritt in den Ruhestand zusätzlich auch Botschafter auf den Bahamas, woraufhin Ola Ullsten seine Nachfolge antrat.
Kaj Björk war drei Mal verheiratet. In dritter Ehe heiratete er 1963 Claude Duvivier (* 1934), Tochter des Apothers Charles Duvivier und Marthe Durand.

## Veröffentlichungen
Neben seiner beruflichen Tätigkeit verfasste Björk zahlreiche Bücher, die teils autobiografisch geprägt waren, und sich überwiegend mit historischen und politischen Themen befassten, aber auch Biografien über den schwedischen Verteidigungsminister Allan Vougt und die Dichterin und Schriftstellerin Karin Boye. Zu seinen Werken gehören.
- Försvarsverkens Civila Personals Förbund, 1917–1942, („Der zivile Personalverband der Streitkräfte, 1917–1942“), 1943
- Kominform, („Kominform“), 1948
- Socialdemokratin i dagens värld, („Sozialdemokratie in der heutigen Welt“), 1950
- Vas sker i Asien?, („Was passiert in Asien?“), 1953
- Spel bakom ridå, („Spiel hinter dem Vorhang“), 1956
- Socialdemokratins grundsatser. Kommentarer till det nya partiprogrammet, („Die Prinzipien der Sozialdemokratie. Bemerkungen zum Neuen Parteiprogramm“), 1961
- Sju år med Ny tid, („Sieben Jahre bei Ny Tid“), 1964
- Spel bland ruiner. Västtyskland efter kriget, („Spiel zwischen Ruinen. Westdeutschland nach dem Krieg“), 1964
- Från de Gaulle till de Gaulle, („Von de Gaulle zu de Gaulle“), 1965
- Sydafrika och vi, („Südafrika und wir“), 1965
- Ett 30-tal. Minnesbilder, („Ungefähr 30. Erinnerungsbilder“), 1984
- Ett krig, („Ein Krieg“), 1986
- Livet är kort. Minnen och funderingar, („Das Leben ist kurz. Erinnerungen und Gedanken“), 1988
- Kallt krig. Människor och idéer, („Kalter Krieg. Menschen und Ideen“), 1990
- Carle eller vägen till vänster, („Carle oder der Weg nach links“), 1994
- Kinas väg. Från stenåldern till dataåldern, („Der Weg Chinas. Von der Steinzeit zum Computerzeitalter“), Mitautor Claude Björk, 1998
- Spanien i svenska hjärtan, („Spanien in schwedischen Herzen“), 2001
- Vägen till Indokina, („Der Weg nach Indochina“), 2003
- En utskälld man. Allan Vougt och hans tid, („Ein gescholtener Mann. Allan Vougt und seine Zeit“), 2007
- Karin Boye och hennes man, („Karin Boye und ihr Mann“), 2011